# 100&メダル KAZAAAN!!
『100&メダル KAZAAAN!!』（100&メダル カザーン!!）は、2010年11月29日から全国のゲームセンターで稼働している、セガ・インタラクティブ（2015年3月まではセガ）のメダルゲーム。通称「KAZAAAN!!」、「カザーン!!」、「火山」。100&メダルシリーズ第1作。

## 概要
火山を模した役物が中央に配置された四角柱状の筺体で、4席配置されている。メダル以外にも100円硬貨を投入しプレイすることも可能。その場合は各店舗で設定した100円分のメダルに換算される。また、店舗による設定によってはメダルの投入ができない設定や、当選枚数をクレジットではなくメダルとして払い出すことも可能である。これを組み合わせて100円硬貨でしかプレイできない設定として運営も可能。
部品調達難に伴い、2022年2月28日を以って修理サポートが終了する予定。

## 遊び方
ベットする枚数を決定する。ボタンを押すとボールがクルーンに発射される。クルーンは3段あり、UPに入ると次の段に進む。
3段目だけは、3倍と6倍のポケットに入るとホールド、すなわちボールが回収されずに入ったままになる。このホールドされたボールはジャックポットチャンスに進む度に1つ回収される。
3段目に登ると、JPチャンスに入る確率を「3分の1」や「4分の1」とコールされる。
ベットの上限は99枚なので、スーパージャックポット獲得で得られる最高の配当は9,900枚である。

## クルーンのポケット
1段目
UP - 6か所
OUT - 12か所
2段目
UP - 3か所
3倍 - 1か所
2倍 - 2か所
?倍（1倍から10倍の配当） - 3か所
1倍 - 1か所
OUT（10枚以上のベットでダイヤチャレンジができる） - 5か所
3段目
JPチャンス - 1か所
3倍 - 2か所
6倍 - 2か所
?倍（3倍から15倍の配当） - 1か所
天井1段目
SJPチャンス - 1か所
?倍（6倍から30倍の配当） - 1か所
12倍 - 2か所
6倍 - 2か所
天井2段目（最後）
SJP（100倍） - 1か所
?倍（15倍から50倍の配当） - 1か所
30倍 - 2か所
15倍 - 2か所
99BET掛けた時の倍数
1倍→99枚．2倍→198枚.3倍→297枚.4倍→396枚.5倍→495枚.6倍→594枚.7倍→693枚.8倍→792枚.9倍→891枚.10倍→990枚.11倍→1089枚.12倍→1188枚
13倍→1287枚.14倍→1386枚.15倍→1485枚.16倍→1584枚.17倍→1683枚.18倍→1782枚.19倍→1881枚.20倍→1980枚.21倍→2079枚.22倍→2178枚.23倍→2277枚
24倍→2376枚.25倍→2475枚.26倍→2574枚.27倍→2673枚.28倍→2772枚.29倍→2871枚.30倍→2970枚.31倍→3069枚.32倍→3168枚.33倍→3267枚.34倍→3366枚
35倍→3465枚.36倍→3564枚.37倍→3663枚.38倍→3762枚.39倍→3861枚.40倍→3960枚.41倍→4059枚.42倍→4158枚.43倍→4257枚.44倍→4356枚.45倍→4455枚
46倍→4554枚.47倍→4653枚.48倍→4752枚.49倍→4851枚.50倍→4950枚.100倍→9900枚

## ダイヤボーナス
ダイヤボーナスチャレンジは、100円硬貨を投入すると最初に一回チャレンジできる。また、10枚以上ベットし、ダイヤチャンス（OUT）に入ると挑戦できる。
チャレンジは、ランダムに最大で8個のダイヤが当たる。ハズレの場合は1個ももらえない。ダイヤを8個集めるとボーナスがもらえる。ボーナスはメダルで、枚数は店舗により異なる。

## トラブル
セガ・インタラクティブとセガ・ロジスティクスサービスは2016年6月に、続編である『100&メダル 激KAZAAAN!!』、『100&メダル 激KAZAAAN!! 銀河リンク改造仕様』と同様に想定外の操作により運営上不適切なソフト仕様上の操作が発生していたことを発表。セガ・インタラクティブは修正ソフトの配布を行った。

## 関連作品
- 100&メダル 激KAZAAAN!! - 続編
- 100&メダル HYOZAAAN!!
- 100&メダル GINGAAAN!!